# Stephen Colbert
Stephen Colbert (Washington DC, 13 de maig de 1964), és un actor, presentador de televisió, escriptor i còmic estatunidenc. És conegut pel seu personatge homònim que és l'amfitrió de The Colbert Report. Colbert utilitza una forma especial de sàtira per burlar-se especialment dels polítics i de mitjans periodístics. Al "The Colbert Report", (“l'Informe Colbert”) (que ell pronuncia "COL-BER", utilitzant la pronunciació francesa, en lloc de la pronunciació usual nord-americana), pretén fer-se passar per un presentador d'ideologia reaccionària, en el que és una paròdia de molts líders d'opinió desinformats estatunidencs, però en particular de Bill O'Reilly.
Colbert gaudeix fent preguntes molt compromeses als seus convidats, que el fan semblar un conservador d'extrema dreta, fonamentalista i no gaire elegant. A la vida real, Colbert és un demòcrata liberal, i tot i que és un catòlic devot, està lluny de ser un extremista. Molts polítics i altres americans famosos en els mitjans accedeixen a aparèixer en el seu programa causa de la seva popularitat.
El seu xou pot ser vist en la televisió per cable a la xarxa de la Comedy Central. Colbert va començar com a escriptor i comediant per a molts altres programes, com ara The Daily Show amb Jon Stewart i Strangers With Candy, també a Comedy Central.

## Sopar de corresponsals de la Casa Blanca
El 26 d'abril de 2006, Colbert va aparèixer com el principal divertiment del Sopar de l'Associació de Corresponsals de la Casa Blanca, al Hilton Washington Hotel de Washington, DC. L'actuació de Colbert va consistir en un discurs de 16 minuts realitzats des d'un podi i un vídeo de 7 minuts, i va ser transmesa en viu per la televisió per cable als Estats Units, als canals C-SPAN i MSNBC.
Parat a pocs metres de George Bush, davant d'un públic de celebritats, polítics i membres de la premsa de la Casa Blanca, Colbert va escenificar una controvertida rutina en contra del president i els mitjans. Colbert va parlar interpretant el seu personatge del popular programa de Comedy Central,The Colbert Report, que és una paròdia de comentaristes conservadors com Bill O'Reilly i Sean Hannity.
Va brindar un monòleg corrosiu, d'alt contingut polític i totalment qüestionador de les polítiques de l'administració republicana, en particular de la invasió de l'Iraq de 2003. La seva presentació va ser aplaudida per gran part de la població nord-americana i ràpidament es va convertir en un fenomen de difusió a internet.

## Colbert i la Viquipèdia
Colbert va provocar un paradigmàtic cas de vandalisme massiu a la Viquipèdia, a conseqüència de la crida a la participació que va fer en una secció del seu programa The Colbert Report que va titular Wikiality: Després d'alguns gags referint-se a la possibilitat de canviar la ubicació d'estats i països en les seves respectives definicions de la Viquipèdia, va animar els telespectadors a modificar l'entrada 'elefant' perquè constés que, en lloc de disminuir, la població de l'elefant africà s'havia triplicat. Com a resultat immediat, fins a vint entrades de la Viquipèdia en anglès que feien referència a elefants van ser bloquejades pels seus administradors, o bé van passar a estat de semi-protegides (només modificables per usuaris registrats amb un mínim d'antiguitat).

## Vida privada

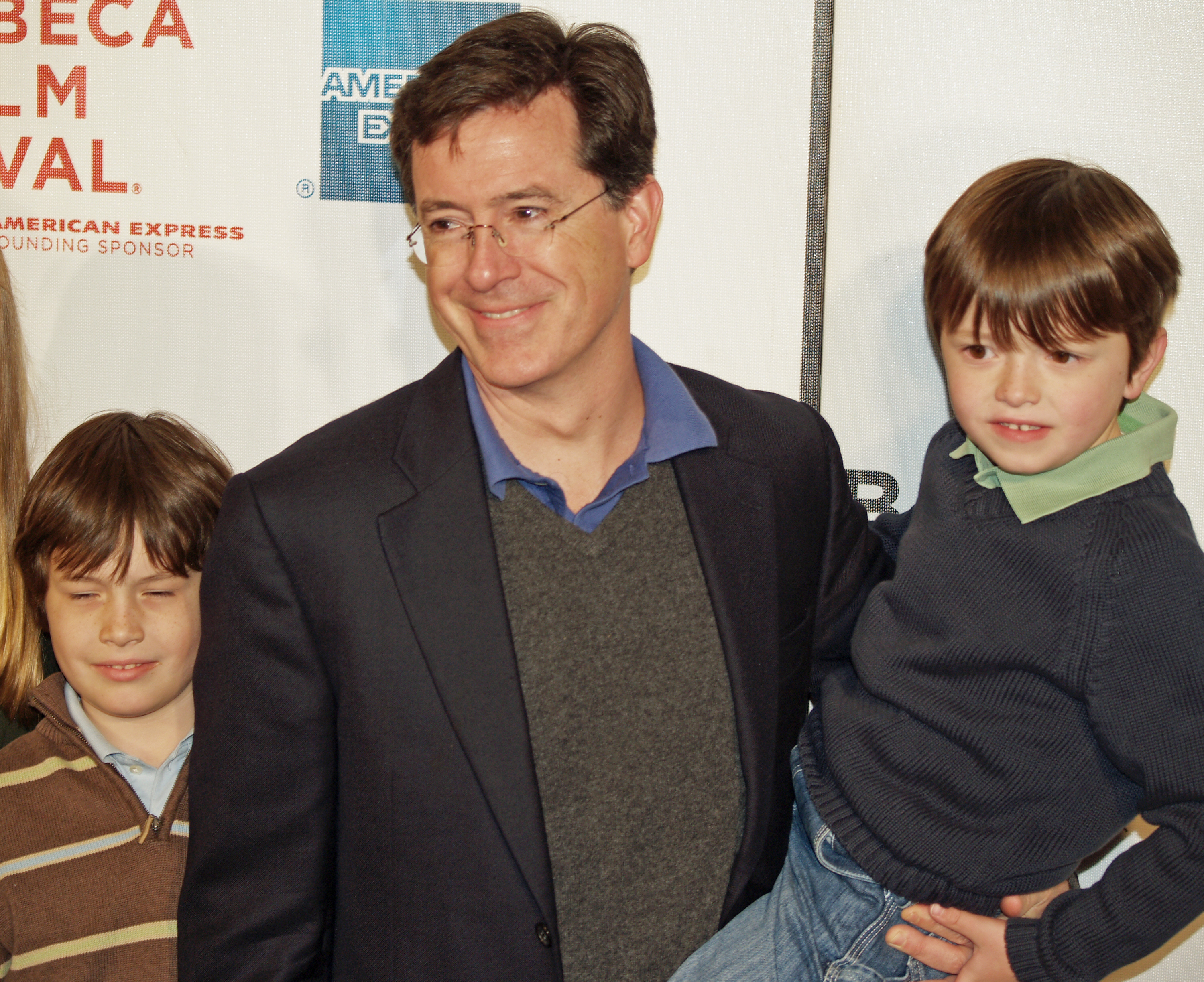
Colbert amb els seus fills al Tribeca Film Festival.

Encara que segons les seves pròpies paraules no era gaire polític abans d'integrar l'elenc de The Daily Show, Colbert s'autodescriu com a Demòcrata. En una entrevista al Kennedy School of Government del Harvard Institute of Politics, declarà que "no tinc problemes amb els Republicans, sinó només amb les polítiques dels Republicans." És un catòlic practicant, i professor d'escoles catòliques dominicals.
Colbert viu a Montclair (Nova Jersey), amb la seva dona Evelyn McGee-Colbert, qui va aparèixer amb ell en un episodi de Strangers with Candy com la seva mare. També va tenir un cameo com a infermera en el capítol pilot de la sèrie, i va aparèixer en els crèdits (com la seva dona, Clair) de la pel·lícula Strangers with Candy. El matrimoni té tres fills: Madeline, Peter, i John, tots han aparegut a The Daily Show. No obstant això Colbert prefereix que els seus fills no vegin el programa, The Colbert Report, dient que, "Els nens no poden entendre la ironia o el sarcasme, i no vull que em percebin com a insincer".

## Filmografia
| Any  | Títol                                          | Rol                                                  | Notes                                        |
| ---- | ---------------------------------------------- | ---------------------------------------------------- | -------------------------------------------- |
| 1993 | Missing Persons                                | Chet Davies                                          | rol principal amb Steven Chevalia            |
| 1995 | Exit 57                                        | Various                                              |                                              |
| 1996 | The Dana Carvey Show                           | Various                                              |                                              |
| 1997 | Shock Asylum                                   | Dr. Dewalt                                           | Short film                                   |
| 1997 | The Daily Show                                 | Stephen Colbert                                      | 1997–2005 (regular) 2005–Present (recurring) |
| 1999 | Let It Snow                                    | Happy Successful Guy                                 | Also known as Snow Days                      |
| 1999 | Whose Line is it Anyway                        | Stephen Colbert                                      |                                              |
| 1999 | Strangers with Candy                           | Chuck Noblet                                         | 1999–2000                                    |
| 2000 | Harvey Birdman, Attorney at Law                | Myron Reducto / Phil Ken Sebben / The Eagle of Truth | 2000–2007                                    |
| 2003 | Nobody Knows Anything                          | TV Newsman                                           |                                              |
| 2003 | Chalkzone                                      | Himself (paring-up w/ Kurtwood Smith)                |                                              |
| 2004 | Curb Your Enthusiasm                           | Tourist Man                                          |                                              |
| 2004 | Law and Order: Criminal Intent                 | James Bennett                                        |                                              |
| 2004 | The Venture Bros.                              | Professor Richard Impossible                         | 2004–2006                                    |
| 2005 | The Great New Wonderful                        | Mr. Peersall                                         |                                              |
| 2005 | Embruixada                                     | Stu Robison                                          |                                              |
| 2005 | Outlaw Tennis                                  | Announcer                                            | Video game                                   |
| 2005 | The Colbert Report                             | Stephen Colbert                                      | 2005–Present                                 |
| 2006 | Strangers with Candy                           | Chuck Noblet                                         |                                              |
| 2008 | The Love Guru                                  | Jay Kell (Hockey Announcer)                          |                                              |
| 2008 | A Colbert Christmas: The Greatest Gift of All! | Santa Claus, Stephen Colbert                         |                                              |
| 2009 | Monsters vs. Aliens                            | The President (voice)                                |                                              |
| 2009 | The 1 Second Film                              | Self/Producer                                        |                                              |